# Ganira Pashayeva
Ganira Pashayeva (in azero Qənirə Ələsgər qızı Paşayeva; Duz Gyrygly, 7 marzo 1975 – Baku, 28 settembre 2023) è stata una politica e giornalista azera, membro dell'Assemblea nazionale dell'Azerbaigian dal 2005 fino alla sua morte nel 2023.

## Biografia
Ganira Pashayeva è nata nel villaggio del Düz Qırıqlı del distretto di Tovuz, Azerbaigian, il 24 marzo 1975. Si è laureata presso il Dipartimento di Pediatria presso l'Università statale di medicina dell'Azerbaigian e il Dipartimento di diritto internazionale presso l'Università statale di Baku a Baku. Parlava turco, inglese e russo.

## Carriera
Dal 1998, Pashayeva ha lavorato come reporter, corrispondente e redattore capo della sezione notizie presso il gruppo di società ANS. Nel 2005 è diventata capo del dipartimento di pubbliche relazioni della Fondazione Heydar Aliyev.
Nel 2012, Pashayeva ha lavorato come pediatra per due settimane in Somalia e ha aiutato i residenti.

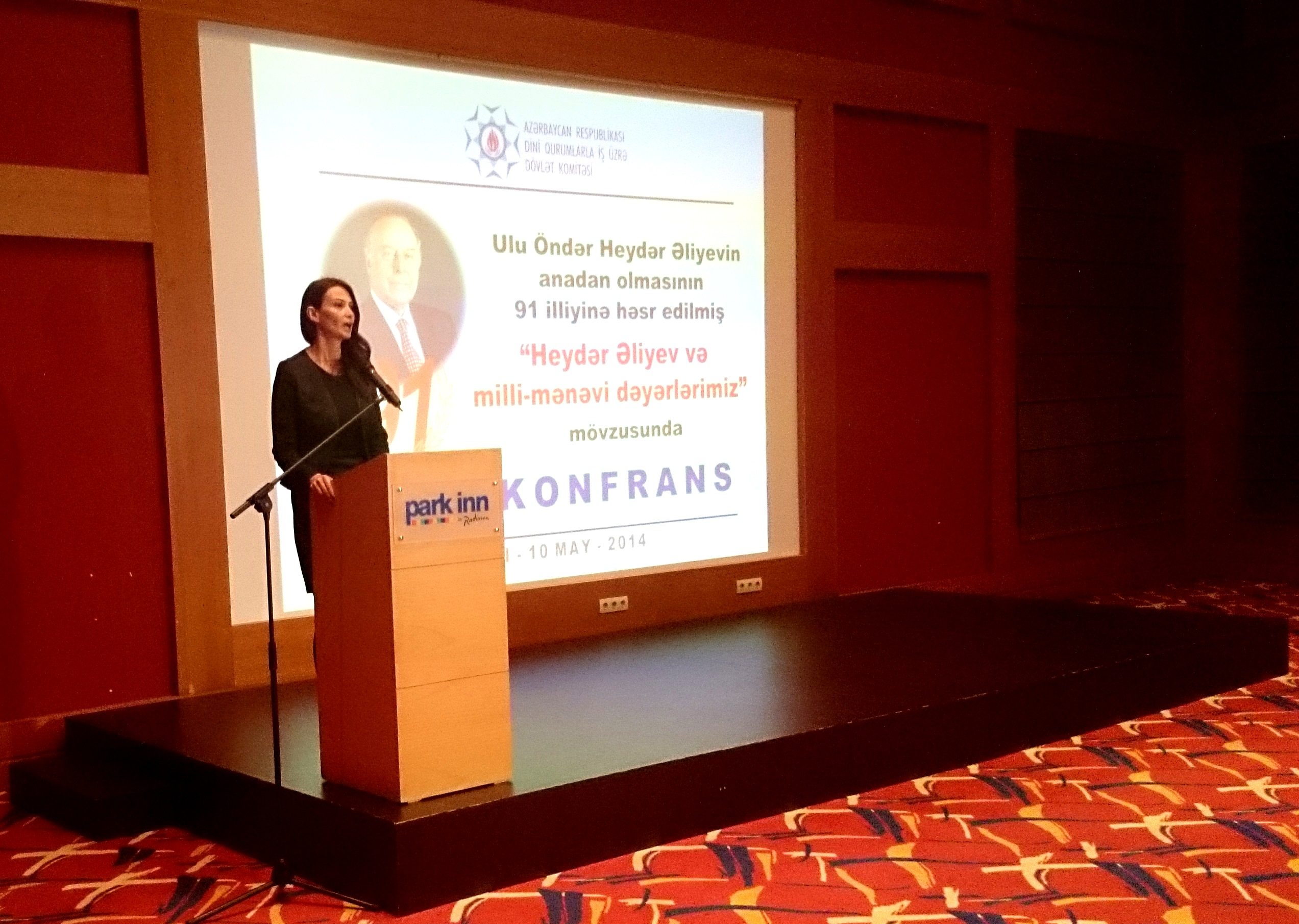
Ganira Pashayeva nel maggio 2014

### Attività politica
Il 6 novembre 2005 è stata eletta membro del Parlamento nella circoscrizione elettorale n. 105 di Tovuz. È stata membro della commissione permanente dell'Assemblea nazionale dell'Azerbaigian per le relazioni internazionali e interparlamentari e capo del gruppo di lavoro Azerbaigian-Georgia sulle relazioni interparlamentari. È stata anche membro dei gruppi di lavoro Azerbaigian-India, Azerbaigian-Turchia e Azerbaigian-Giappone sulle relazioni interparlamentari. È stata uno dei membri della delegazione della Repubblica dell'Azerbaigian presso l'Assemblea parlamentare del Consiglio d'Europa.

### Morte
Il 24 settembre 2023, Pashayeva è entrata in coma a causa dell'esposizione a medicinali ed è stata portata all'ospedale clinico centrale di Baku. Morì quattro giorni dopo, il 28 settembre, dopo essere stata ricoverata nel reparto di terapia intensiva. Aveva 48 anni.

## Premi e riconoscimenti
- Cittadino onorario della Georgia.[10][11]
- Medaglia del centenario della Repubblica Democratica dell'Azerbaigian .
- "Ashiq Alasgar" - Medaglia giubilare 200".
- Ordine d'Onore (Georgia)
- Medaglia giubilare "Tataristan 1920-2020".[12]